# Lebanon (Ohio)
Pour les articles homonymes, voir Lebanon.
Lebanon est une ville de l'État de l'Ohio, aux États-Unis. Elle est le siège du comté de Warren.

## Géographie
Selon les données du Bureau du recensement des États-Unis, Lebanon a une superficie de 30,5 km2 (soit 11,8 mi2), entièrement en surfaces terrestres.

## Démographie
Lebanon était peuplée, lors du recensement de 2000, de 16 962 habitants.

## Source
- (en) Cet article est partiellement ou en totalité issu de l’article de Wikipédia en anglais intitulé « Lebanon, Ohio » (voir la liste des auteurs).